# Oncinotis glabrata
Oncinotis glabrata är en oleanderväxtart som först beskrevs av Henri Ernest Baillon, och fick sitt nu gällande namn av Otto Stapf och William Philip Hiern. Oncinotis glabrata ingår i släktet Oncinotis och familjen oleanderväxter. Inga underarter finns listade i Catalogue of Life.